# Tổng cục Hậu cần – Kỹ thuật, Bộ Công an (Việt Nam)
Tổng cục Hậu cần – Kỹ thuật  là cơ quan cũ, đã kết thúc hoạt động trực thuộc Bộ Công an Việt Nam là cơ quan chiến lược đầu ngành tham mưu giúp Bộ trưởng Bộ Công an về công tác Hậu cần, Kỹ thuật trong toàn lực lượng Công an nhân dân.

## Lịch sử
Ngày 15/9/2009, Thủ tướng Chính phủ ban hành Nghị định số 77/2009/NĐ-CP quy định chức năng nhiệm vụ quyền hạn và cơ cấu tổ chức của Bộ Công an. Theo đó, Bộ Công an kiện toàn lại tổ chức của Bộ và như vậy Tổng cục Hậu cần – Kỹ thuật được thành lập trên cơ sở sáp nhập của hai Tổng cục là Tổng cục Hậu cần (Tổng cục IV) và Tổng cục Kỹ thuật (Tổng cục VI).
Ngày 6 tháng 8 năm 2018, Thủ tướng Chính phủ Việt Nam Nguyễn Xuân Phúc đã ký ban hành Nghị định 01 có hiệu lực cùng ngày quy định chức năng nhiệm vụ, quyền hạn và cơ cấu tổ chức của Bộ Công an, theo đó Bộ Công an không còn cấp Tổng cục.

## Cơ cấu tổ chức
- Cục Tham mưu Hậu cần – Kỹ thuật[3] (H42)
- Cục Quản lý trang bị kỹ thuật và trang cấp (H44)[4]
- Cục Quản lý xây dựng cơ bản và doanh trại (H45)[5]
- Cục Quản lý khoa học công nghệ và môi trường (H46)[6]
- Cục Thông tin liên lạc (H47)[7]
- Cục Y tế (H50)[8]
- Cục Quản trị (H51)[9]
- Cục Kho vận (H52),[10]
- Viện Kỹ thuật Điện tử và Cơ khí nghiệp vụ (H56)[11]
- Viện Kỹ thuật Hóa học, Sinh học và Tài liệu nghiệp vụ (H57)[12]
- Cục Quản lý công nghiệp an ninh và doanh nghiệp (H59)[13].
- Bệnh viện 19-8[14]
- Bệnh viện 30-4[15]
- Bệnh viện 199[16]
- Bệnh viện Y học cổ truyền[17]

## Lãnh đạo qua các thời kỳ

### Tổng cục trưởng qua các thời kỳ

#### Tổng cục Hậu cần (9.2009)
- Trung tướng Lê Quốc Sự

#### Tổng cục Kỹ thuật (-9.2009)
- 1/12/2007: Đỗ Xuân Thọ, Trung tướng, Tổng cục trưởng
- 14/11/2008 – 11.2009, Cao Ngọc Oánh, Trung tướng, Tổng cục trưởng.

Tháng 3/2002 – 2006 Trần Văn Thanh, thiếu tướng, phó tổng cục trưởng

#### Tổng cục Hậu cần – Kỹ thuật (10.2009 đến 08.2018)
- 10.2009 – 1.2010, Phạm Minh Chính, Thiếu tướng, Phụ trách Tổng cục
- 2.2010 – 8.2010, Phạm Minh Chính, Trung tướng (nay là Thủ tướng Chính phủ nước Cộng hòa xã hội chủ nghĩa Việt Nam)
- 8.2010 – 08.2018, Lê Văn Minh, Trung tướng

### Phó Tổng cục trưởng qua các thời kỳ

#### Tổng cục Hậu cần
- Trung tướng Trần Quang Minh

#### Tổng cục Hậu cần – Kỹ thuật
- Trung tướng, GS,TS Phạm Quang Cử
- Trung tướng TS Bùi Xuân Sơn
- Trung tướng Vũ Thuật
- Trung tướng Nguyễn Thế Quyết
- Trung tướng Ksor Nham
- Thiếu tướng, PGS.TS Nguyễn Văn Chuyên
- Thiếu tướng Trịnh Quốc Đoàn
- Trung tướng, PGS, TS Nguyễn Văn Chuyên
- Trung tướng GS.TS Phạm Quang Cử
- Trung tướng Nguyễn Thế Quyết
- Thiếu tướng Nguyễn Văn Dư
- Thiếu tướng Nguyễn Thế Bình
- Thiếu tướng Nguyễn Tất Lợi
- Thiếu tướng Vũ Đỗ Anh Dũng (Sau là Trung tướng, Cục trưởng Cục Cảnh sát giao thông, Bộ Công an)